# Onthophagus melitaeus
Onthophagus melitaeus là một loài bọ cánh cứng trong họ Bọ hung (Scarabaeidae).